# Піщане (Бахчисарайський район)
Піща́не (до 1945 року — Алма́-Тама́к, крим. Alma Tamaq) — село в Україні, у Бахчисарайському районі Автономної Республіки Крим, центр Піщанівської сільської ради. Розташоване на заході району. Населення за переписом 2001 року — 938 осіб.

## Географія
Село Піщане знаходиться на крайньому північному заході району, приблизно за один кілометр від берега Каламітської затоки Чорного моря, недалеко від гирла річки Алми, на правом, низинному, березі, висота центру села над рівнем моря — 8 м. Лівий берег річки в цьому місці високий, що виходить до моря мисом Керменчик з 30-метровими обривами. Відстань до Бахчисарая близько 33 кілометрів, там же знаходиться і найближча залізнична станція. В Сімферополь ведуть дві дороги: С-0-10202 через Новопавлівку — близько 50 кілометрів, й інша, більш зручна — по шосе Т 0106 Сімферополь — Миколаївка також 50 км. Важливе значення має також шосе Т 0104 Севастополь — Євпаторія, що проходить за 4 кілометри (відстань до Севастополя — близько 35 км, до Євпаторії — приблизно 70 км).

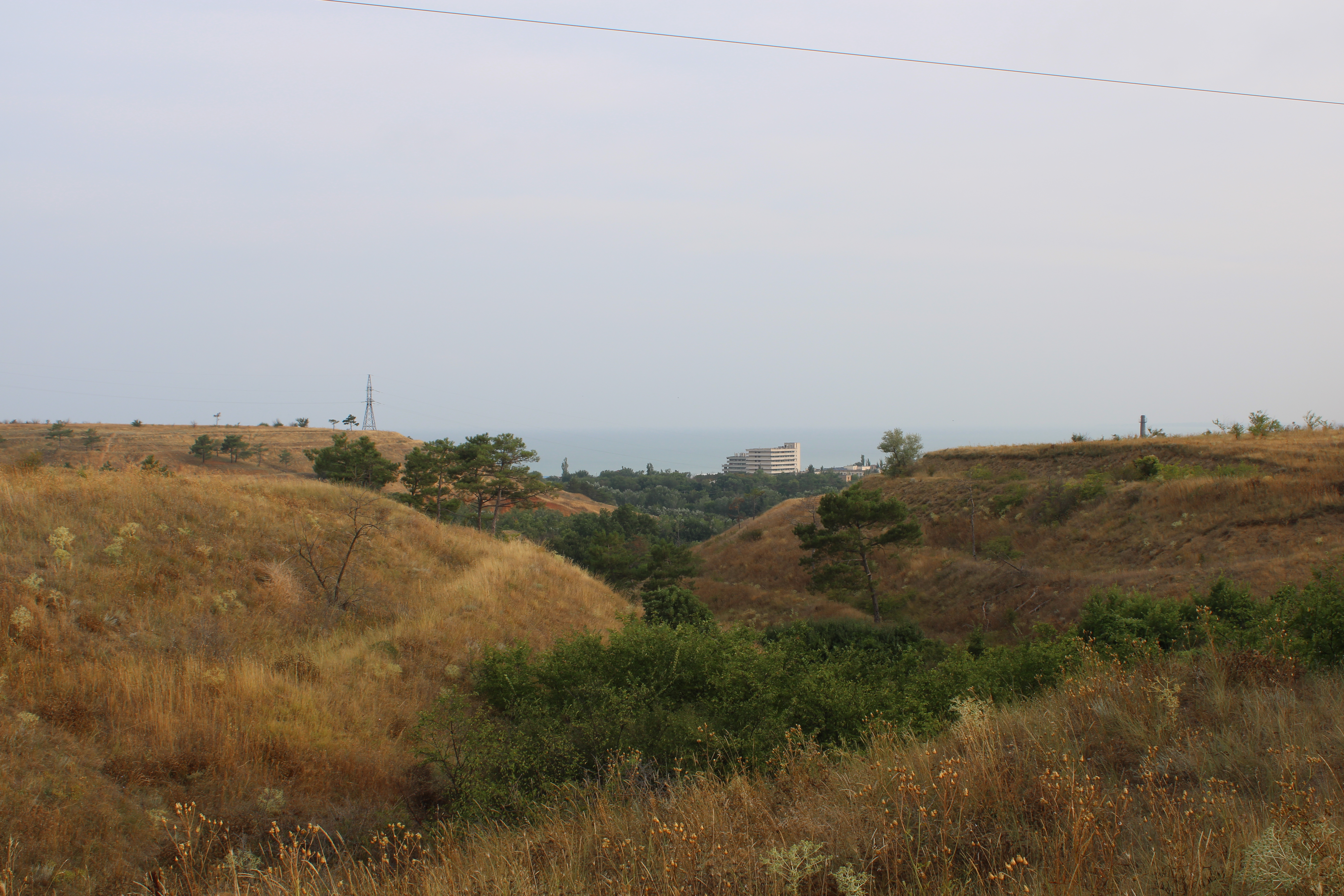
Яри поряд із санаторієм «Чорноморець» 15 серпня 2022 року
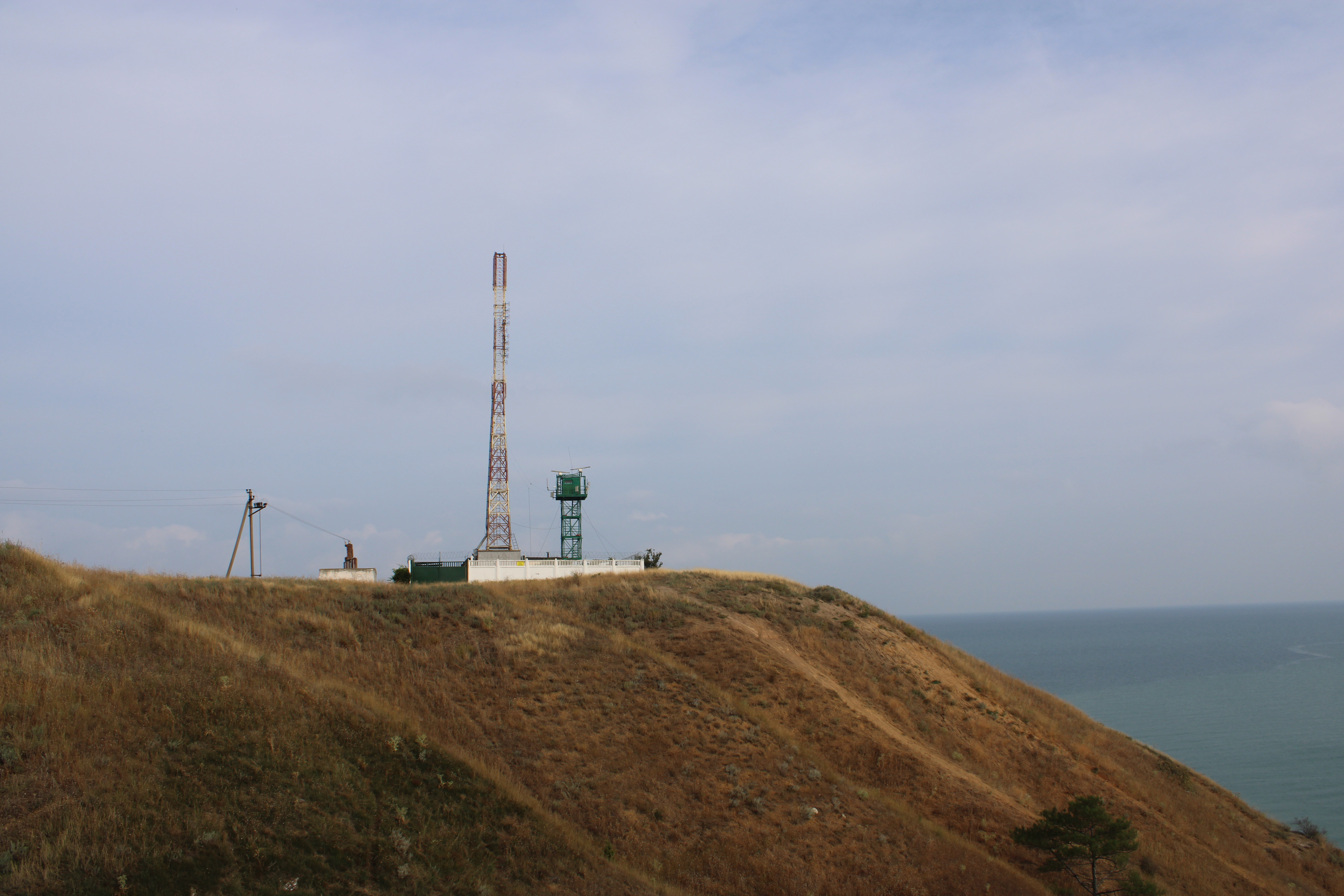
Вишка на мисі Керменчик 15 серпня 2022 року
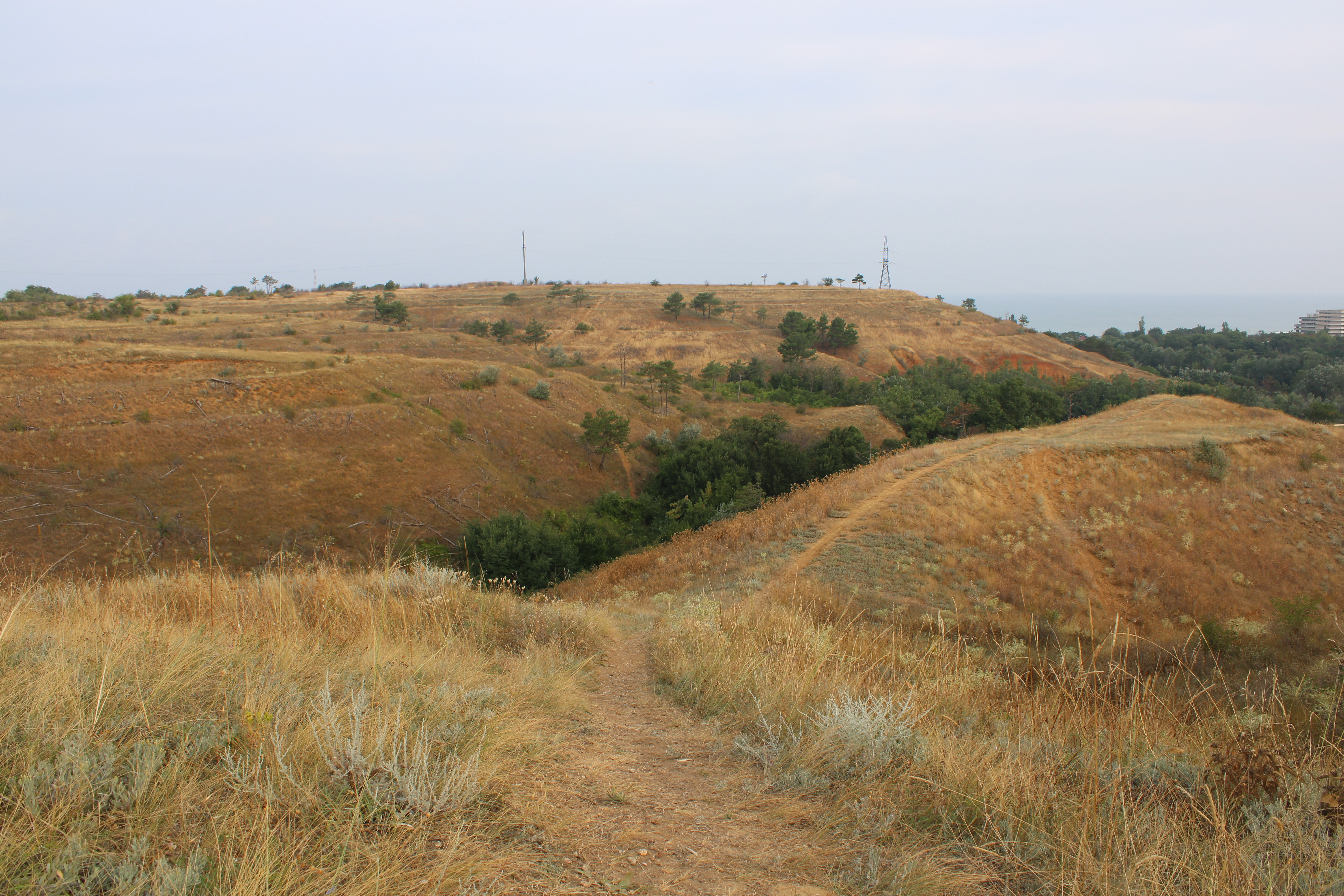
Пагорби на південь від села 15 серпня 2022 року
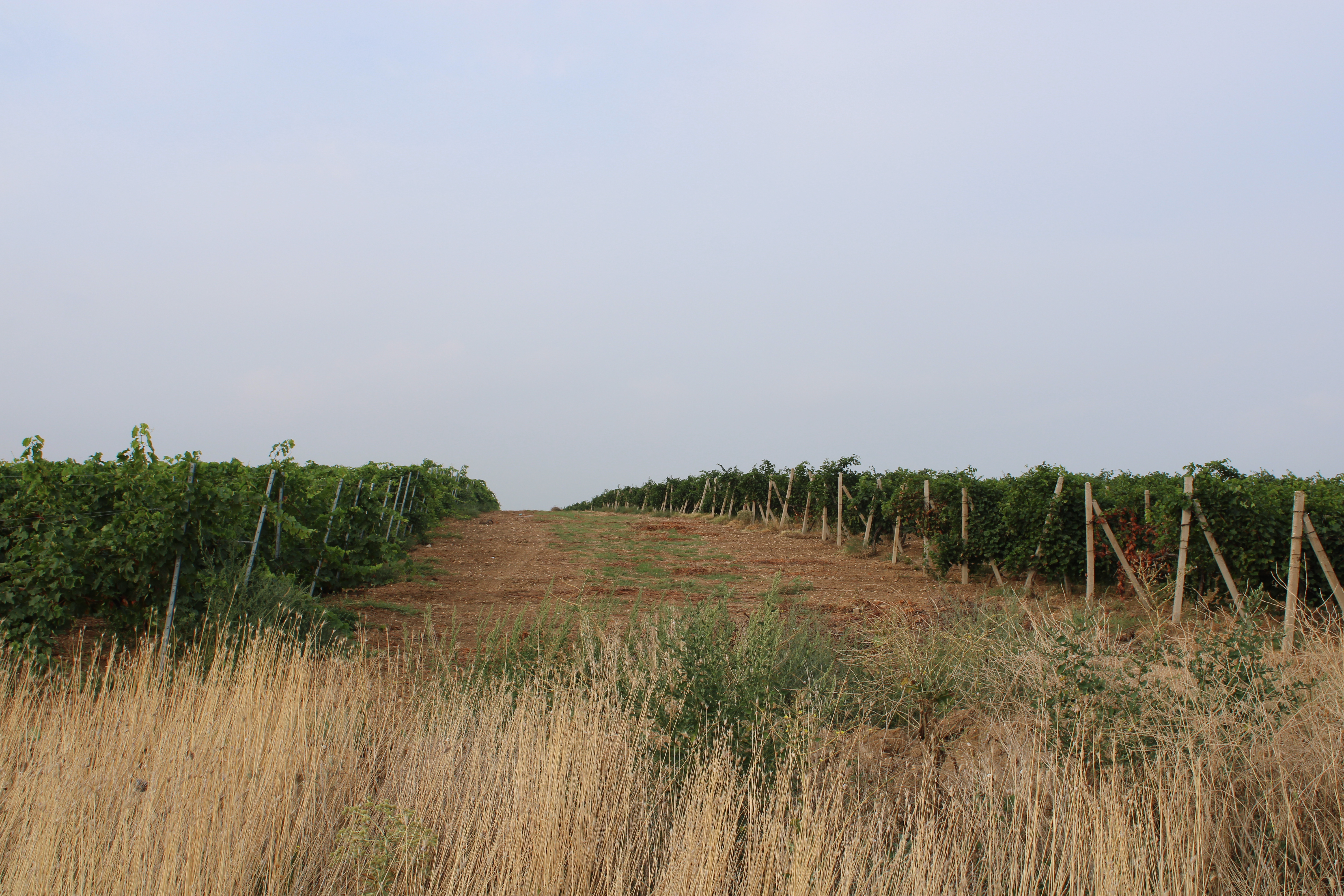
Виноградники між Піщаним та Угловим 15 серпня 2022 року

## Сьогодення
У Піщаному 10 вулиць і 2 провулка, раніше входило в колгосп імені XXII з'їзду КПРС, зараз сільгоспземлі використовує агрофірма «Крим». Територія, приписана до села, займає 290 гектарів, на якій в 301 дворі, за даними сільради, на 2009 рік, значилося 938 осіб . У селі діють фельдшерсько-акушерський пункт, сільський клуб, церква святителя Луки, пов'язане автобусним сполученням з Бахчисараєм, Севастополем і Сімферополем. На південній околиці села знаходиться Усть-Альмінське городище, яке в 1969 році оголошено пам'яткою національного значення.

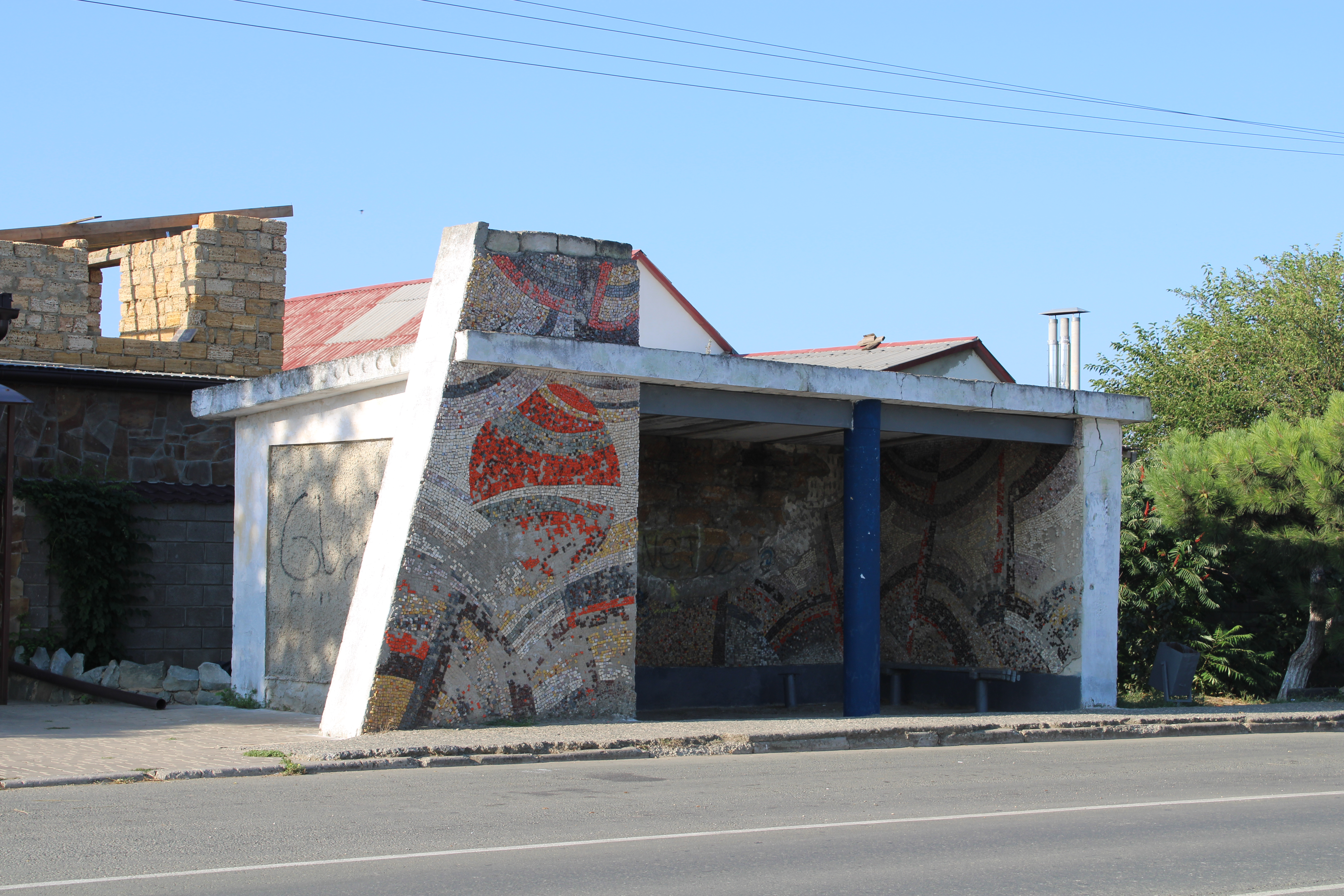
Автобусна зупинка 21 серпня 2022 року
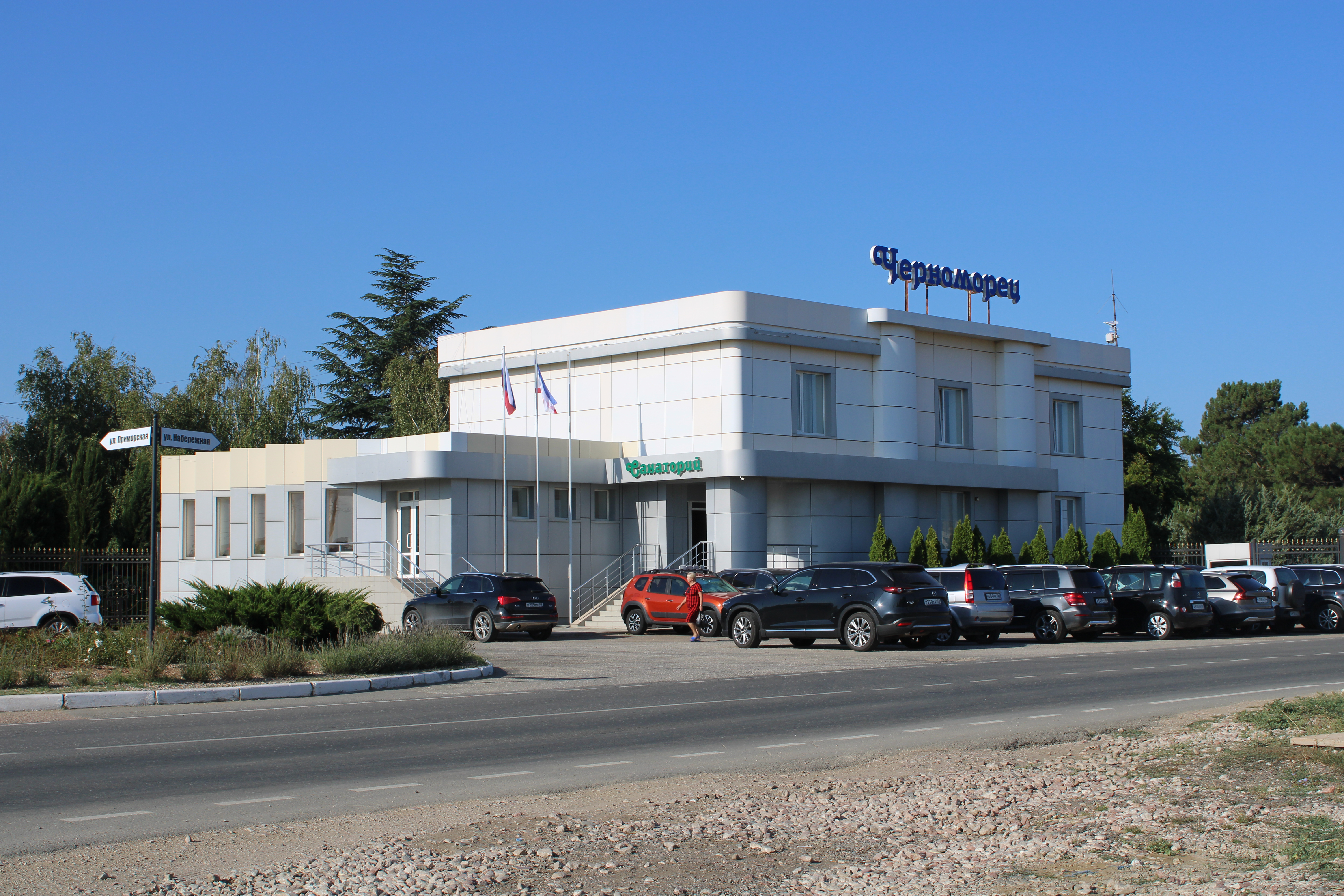
Санаторій «Чорноморець» 21 серпня 2022 року
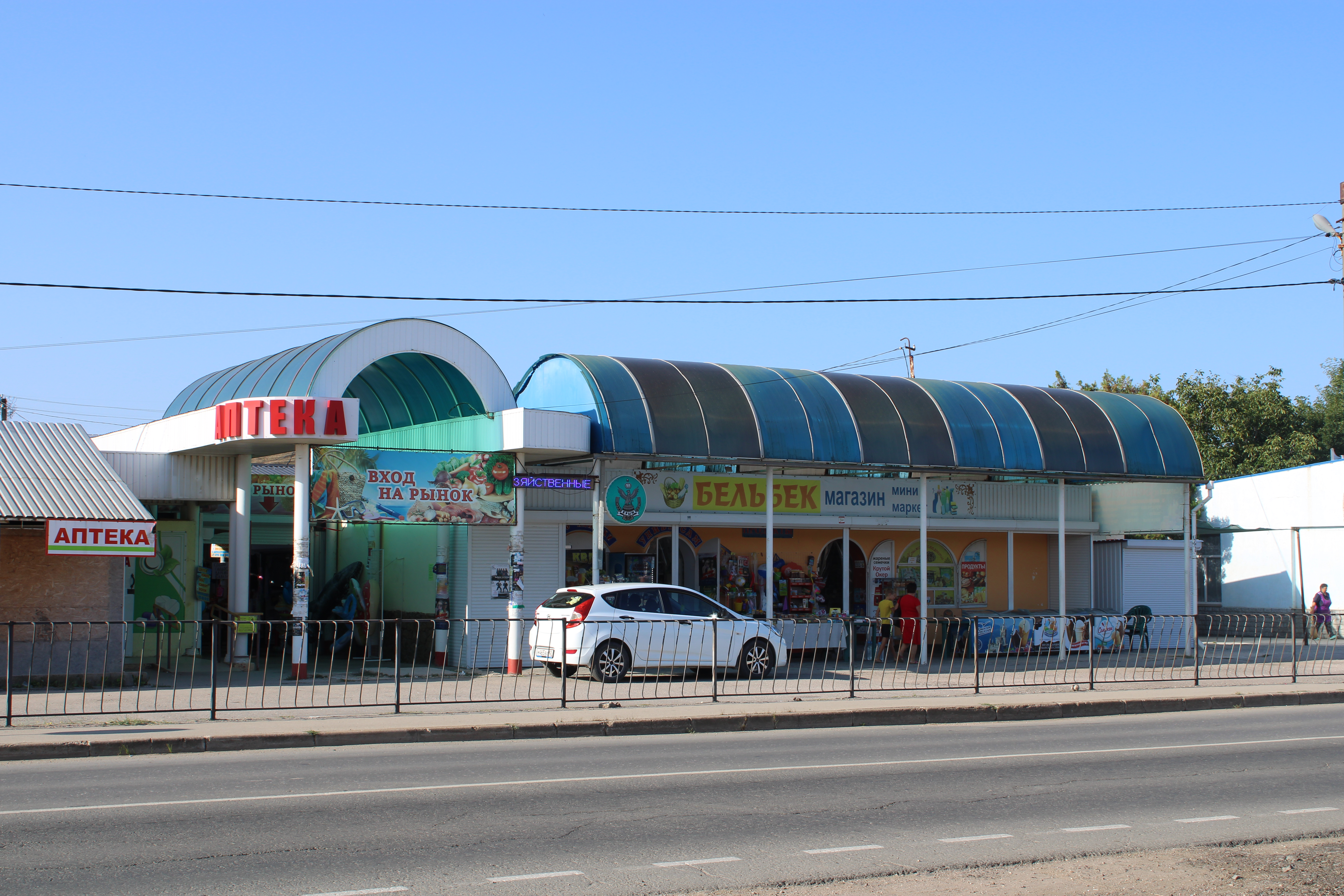
Сільський ринок 21 серпня 2022 року
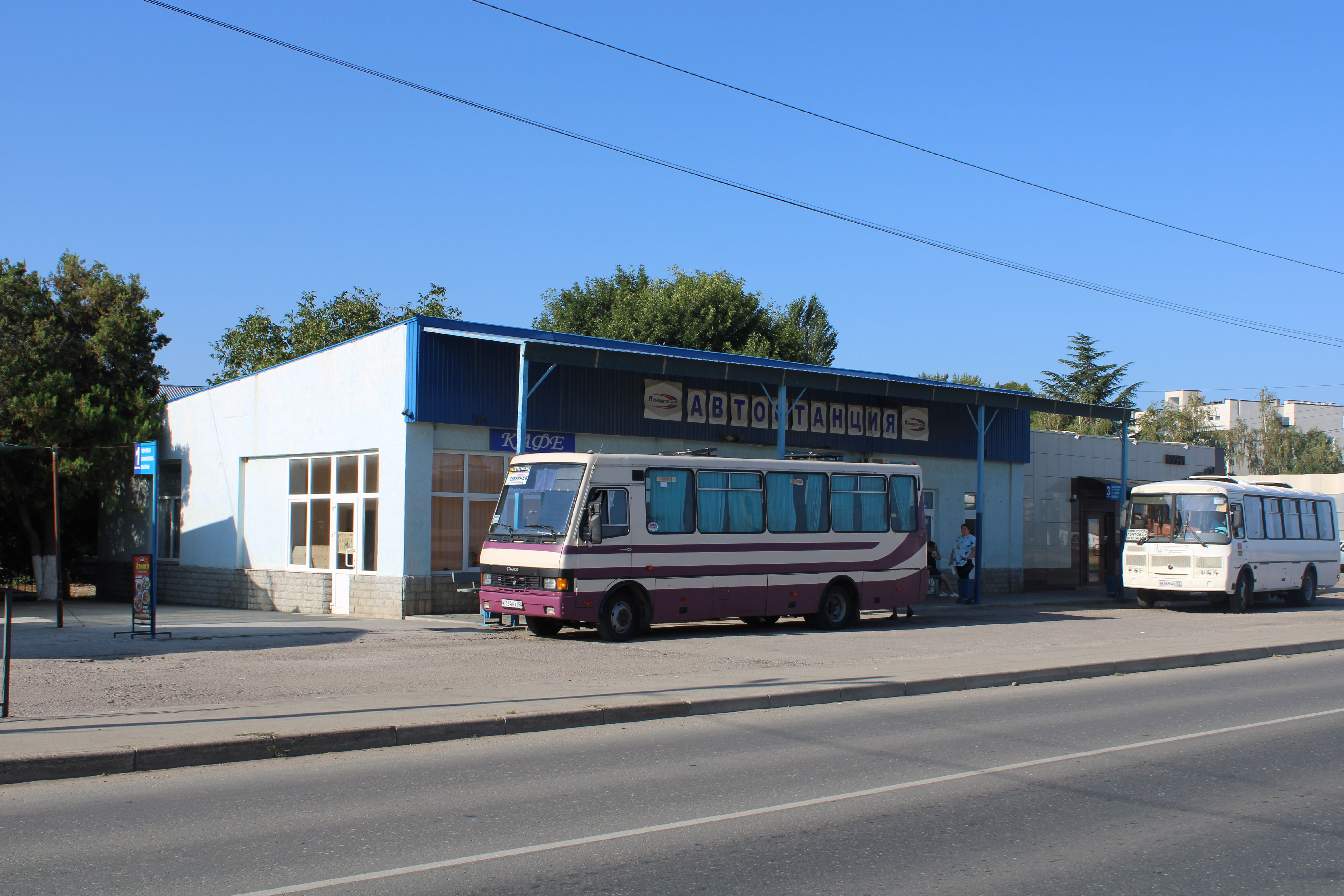
Автостанція 21 серпня 2022 року
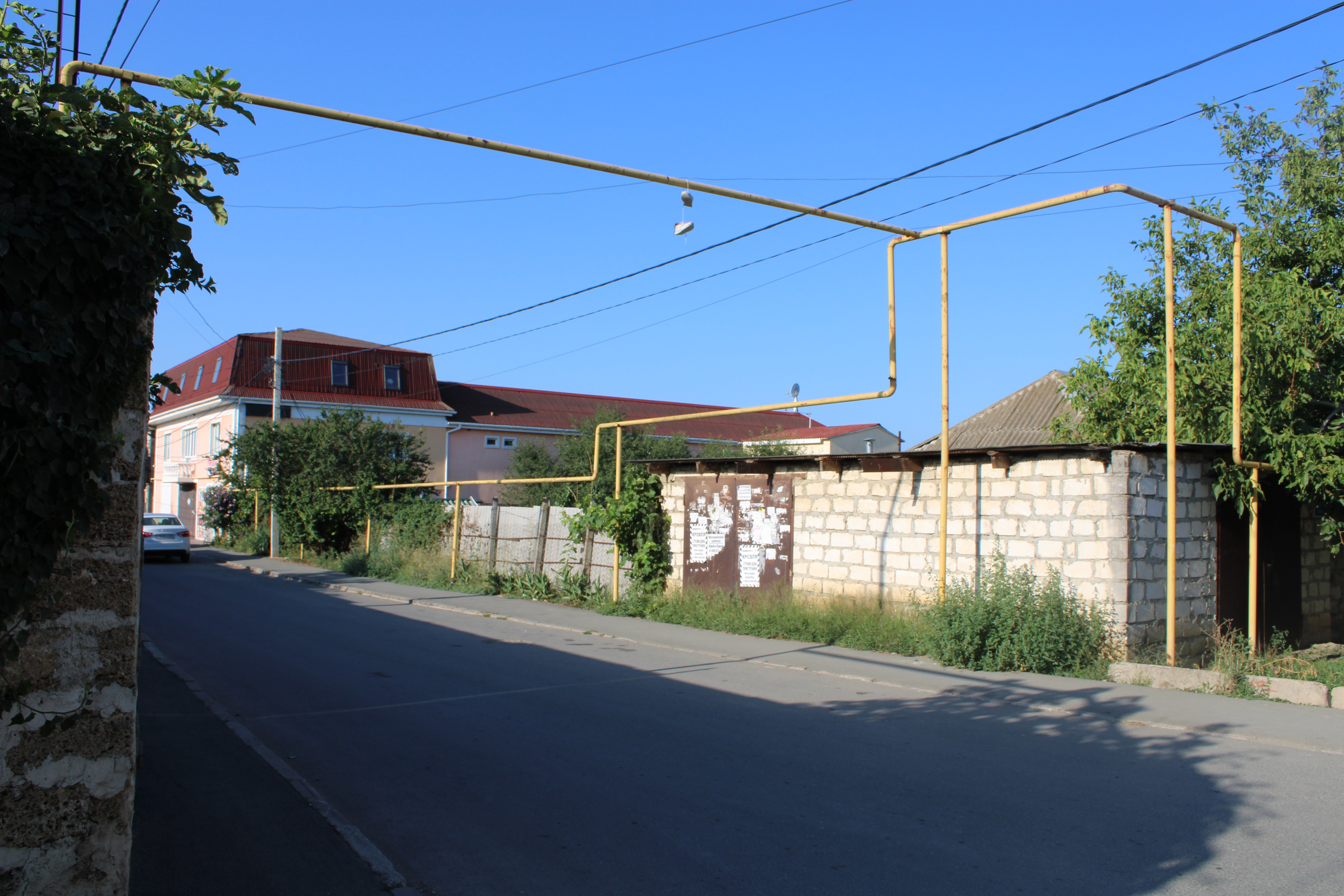
Одна з вулиць сіла — Басейна 21 серпня 2022 року

## Історія

### Античний період
На мисі Керменчик (в перекладі «маленька фортеця»), що підноситься на південь від Піщаного, справді була фортеця: на самому краю обриву наприкінці II ст. до н. е. скіфи побудували своє єдине на західному узбережжі
Криму і друге за величиною, після столиці Неаполя Скіфського, місто Скіфського царства. Воно мало площу понад 6 гектарів, було оточене ровом і стіною з сирцевої цегли, з брукованими кам'яною плиткою вулицями і розташованим за кріпосними стінами посадом. Основним заняттям жителів було землеробство (Херсонес закуповував багато хліба) і, природно, торгівля, в тому числі морська — це був єдиний порт скіфів. Деякі дослідники вважають, що це міг бути згадуваний давньогрецьким істориком і географом Страбоном
Палакій, хоча можливо це Напіт або Хабеї.
Місто, ймовірно, було сильно зруйноване в 63-64 роках римлянами під час походу Равенської ескадри в Таврику, але продовжувало жити вже під владою сарматів. Про це свідчить знахідка багатого поховання сарматської дівчинки знатного роду, що належить до другої половини I століття (приблизно 75 рік).

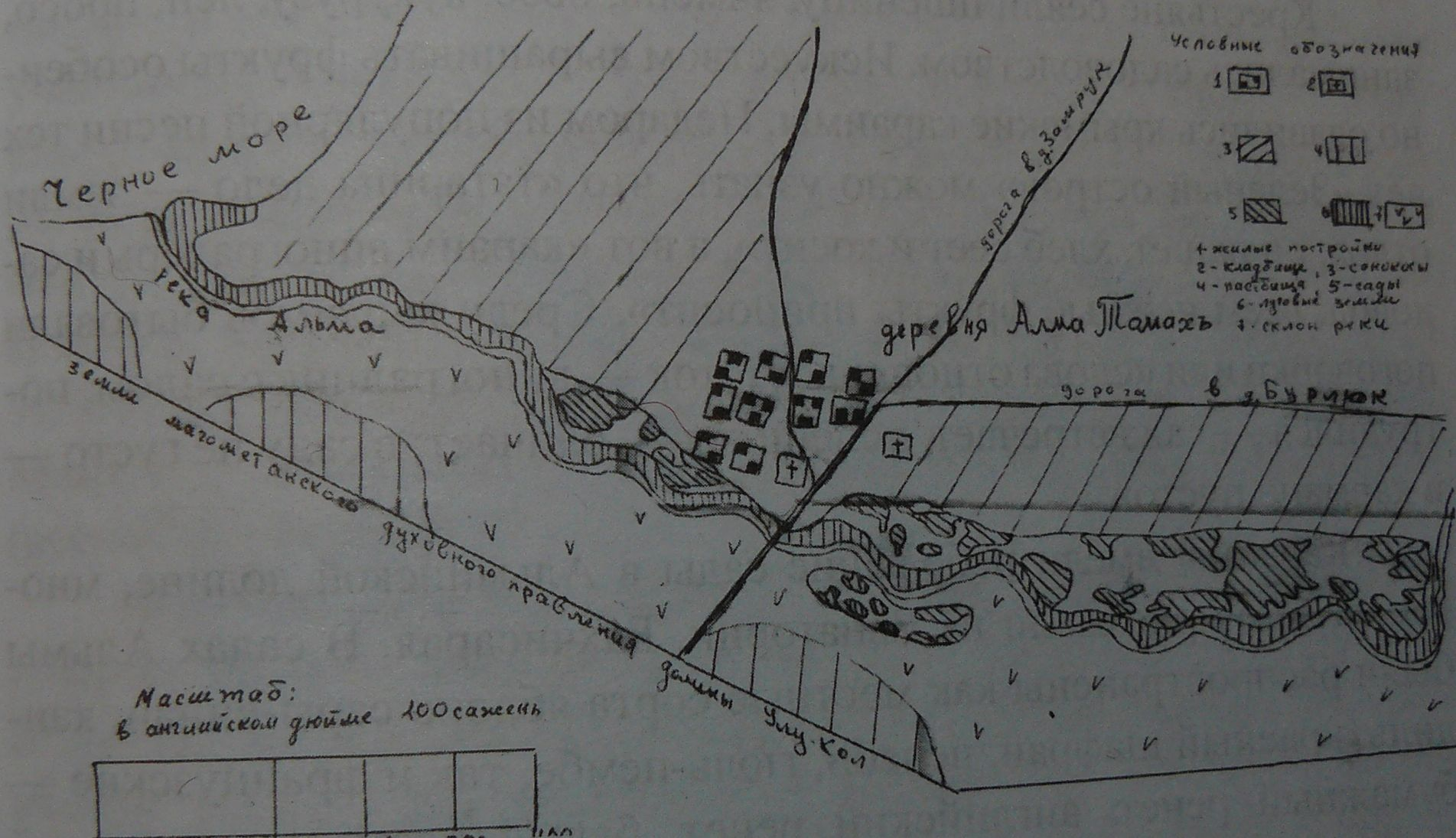
План села з кордонами 1799 року
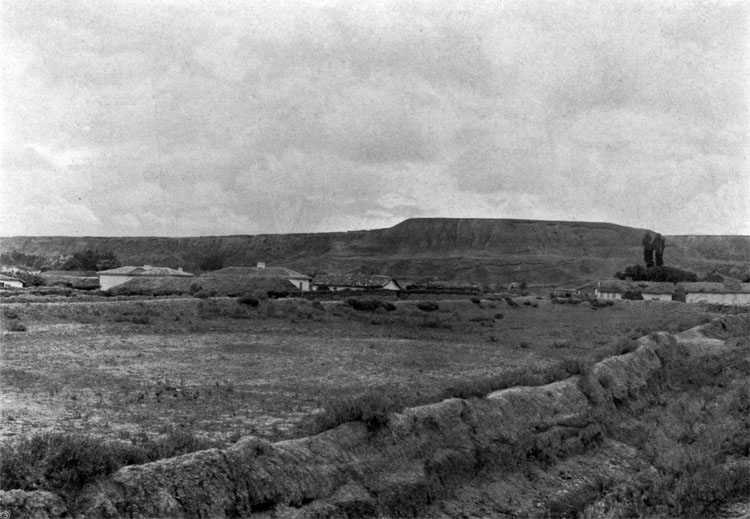
Альма-Тамак 1904 рік. Фото В. М. Клембівського
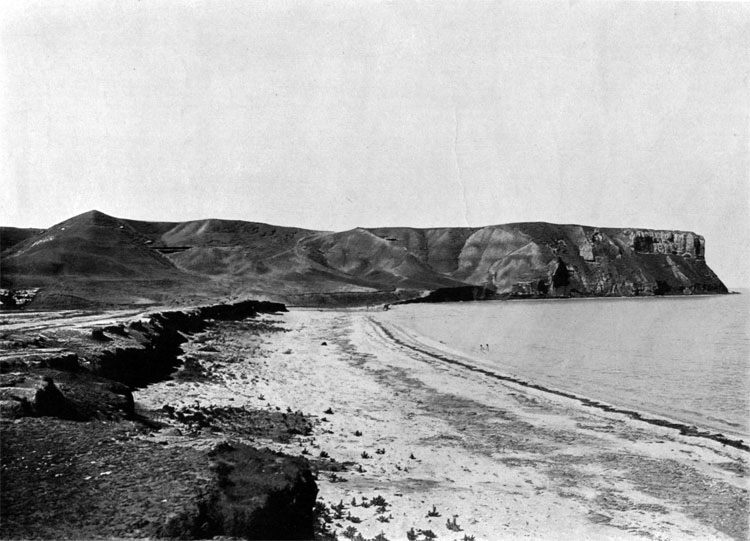
Узбережжя біля села Альма-Тамак 1904 рік. Фото В. М. Клембівського

### Середні століттяіКримське ханство
Поселення поступово згасало, мабуть, виною тому були навали часів Великого переселення народів, коли по Криму прокочувалися орди аланів (II століття), готів (III століття), гунів (IV століття) і, нарешті, хазар, які включили в VI столітті степовій і передгірний Крим у свій каганат. Кочівникам не потрібно було місто-порт і поселення занепало, перетворившись згодом у село. З часом село відсунулося від морського берега майже на кілометр: риболовлею і мореплавством місцеві жителі не займалися, а до зимової морської вогкості до XV століття додалася небезпека козацьких набігів.
Алма-Тамак, як рай на землі, згадує в 1667 році турецький мандрівник Евлія Челебі
|  | Воно знаходиться в долині з садами і виноградниками, з прекрасною водою і повітрям, в місці для прогулянок. Сади і виноградники, подібні райським, тут з'явилися раніше за всіх на Кримському острові. Це село упорядковане, через нього протікає річка Алма. Вона тече через Балаклаву і Чоргун, через Інкерман і гори Чатир, і в цьому місці впадає в Чорне море. На березі цієї річки Алми є райський сад. Одну ніч ми гостювали в палаці нуреддін-султана, по-падишахськи розважалися, слухаючи прекрасний спів багатьох тисяч солов'їв, відпочиваючи душею. У Кримській країні немає більше такого саду, хіба що сад Ашлама, що поруч з Бахчисараєм |

.

### Російська імперія
У російських документах село вперше згадується в Камеральному описі Криму…  1784 року, згідно з яким село Алма Тамак, в останній період ханства, входила до складу Бакче-сарайскаго кадилика  Бахчисарайськаго каймакамства.
Після анексії Криму Російською імперією (8) 19 квітня 1783 року, (8) 19 лютого 1784 року, іменним указом Катерини II сенату, на території колишнього Кримського Ханства була утворена Таврійська область і село було приписане до Сімферопольського повіту.
Після реформи волосного поділу 1829 року Алматамак передали до складу нової Дуванкойської волості. На карті 1842 в селі відмічено 41 двір. У 1860-х роках, після земської реформи Олександра II, село залишилася в складі перетвореної Дуванкойської волості. Згідно зі «Списком населених місць Таврійської губернії за відомостями 1864 року», складеним за результатами VIII ревізії 1864 року, Алма-Тамак — власницьке татарське і російське село, з 22 дворами, 85 жителями і мечеттю при річці Алмі.
На верстовій мапі 1890 року в селі позначено всього 12 дворів. Згідно  «… Пам'ятній книжці Таврійської губернії на 1892 рік», в селі Алма-Тамак, що входило в Тарханларське сільське об'єднання, було 106 жителів в 12 домогосподарствах, всі безземельні.

### Новий час
Після окупації Криму більшовиками, за постановою Кримревкома від 8 січня 1921 року була скасована волосна система і село включили до складу Підгородне-Петрівського району. 11 жовтня 1923 року, згідно з постановою ВЦВК, в адміністративний поділ Кримської АРСР були внесені зміни, в результаті яких було ліквідовано Підгородне-Петровський район і утворений Сімферопольський і Альма-Тамак включили до його складу. Згідно  Списком населених пунктів Кримської АРСР по Всесоюзного перепису 17 грудня 1926, Альма-Тамак був центром Альма-Тамакської сільради , населяли село 383 людини, з них: 167 росіян, 163 кримських татарина, 18 німців, 15 українців. Ймовірно, за Постановою ВЦВК від 30 жовтня 1930 «Про реорганізацію мережі районів Кримської АРСР.» Село передали до складу Бахчисарайського району, оскільки на 1940 село вже входило в його склад.
Трагічно склалася доля села в 1940-і роки. Спочатку через ці місця прокотилися на шляху до Севастополя танки Манштейна (зупинені південніше 30-ю батареєю), а, після звільнення Криму від нацистів, 18 травня 1944 року, згідно з Постановою ДКО № 5859 від 11 травня 1944 кримські татари, що складали близько половини населення села, були депортовані в Центральну Азію. А вже 12 серпня 1944 було ухвалено постанову № ГОКО-6372с «Про переселення колгоспників у райони Криму», за яким в район з різних областей РРФСР пререселялісь сім'ї колгоспників.
21 серпня 1945 року Альма-Тамакська сільрада була перейменована в Піщанівську, а село Альма-Тамак в Піщане. З 25 червня 1946 року Піщане в складі Кримської області РРФСР, а 26 квітня 1954 року Кримська область була передана зі складу РРФСР до складу УРСР.

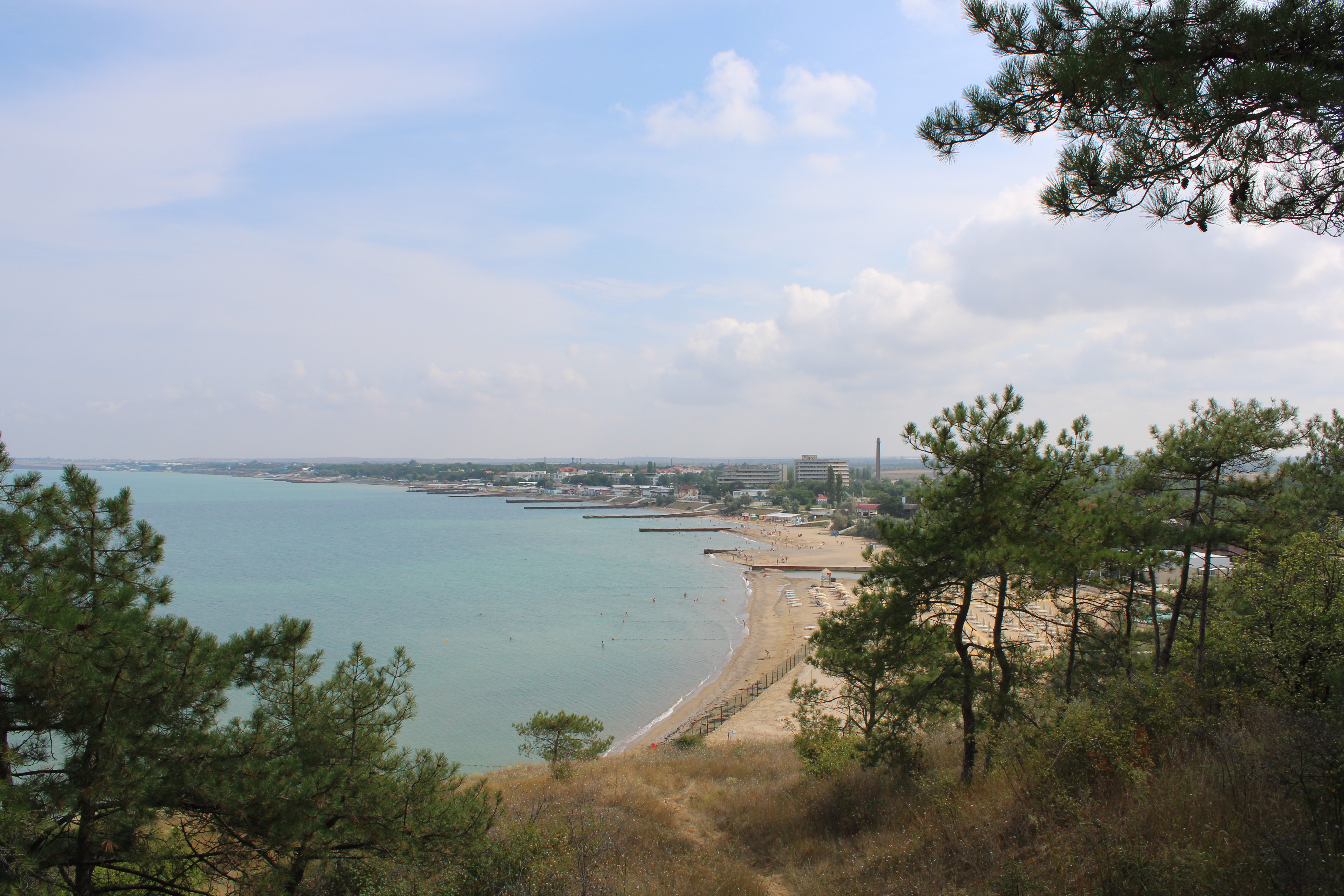
Краєвид з мису Керменчик 15 серпня 2022 року
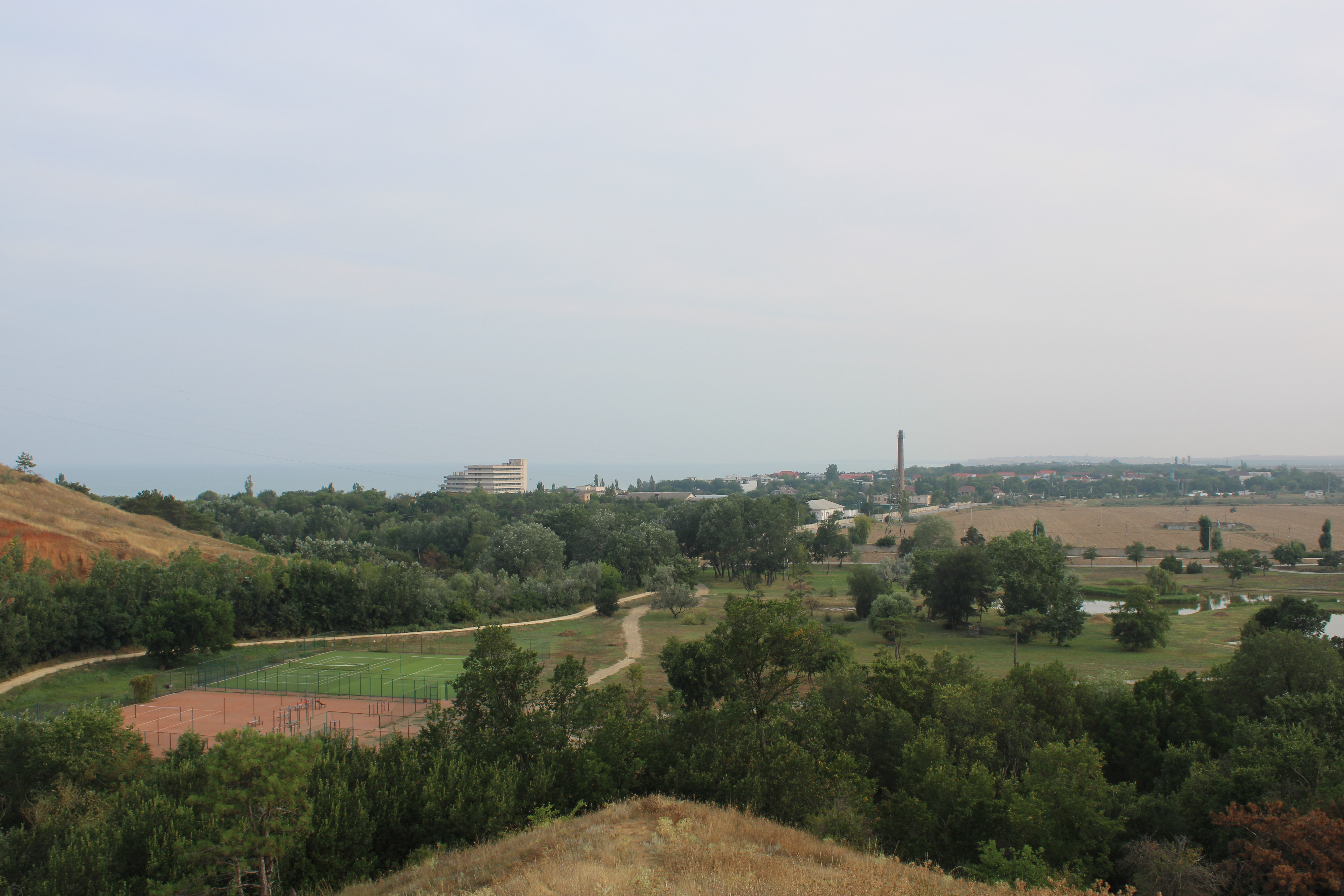
Західна частина села 15 серпня 2022 року
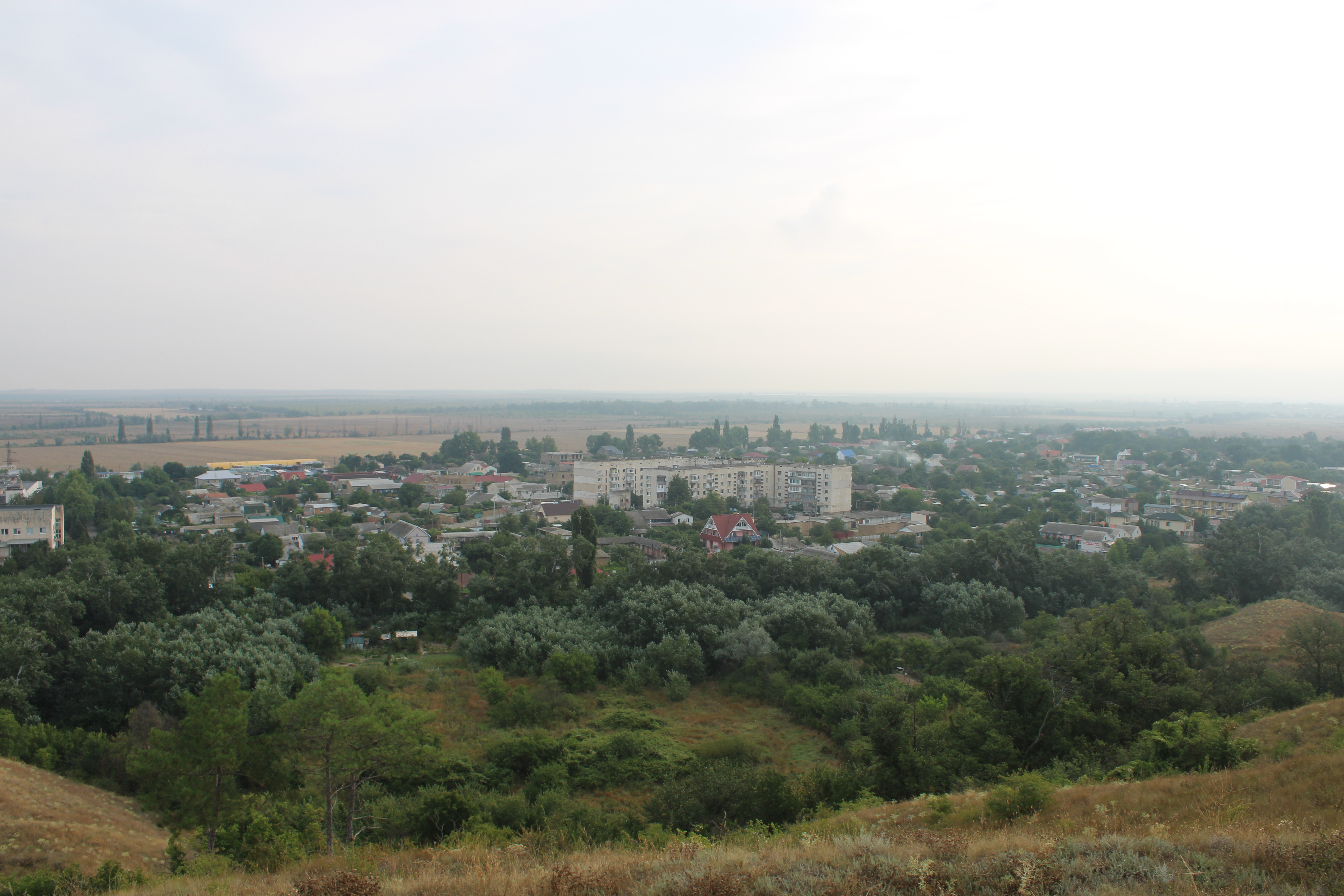
Східна частина села 15 серпня 2022 року
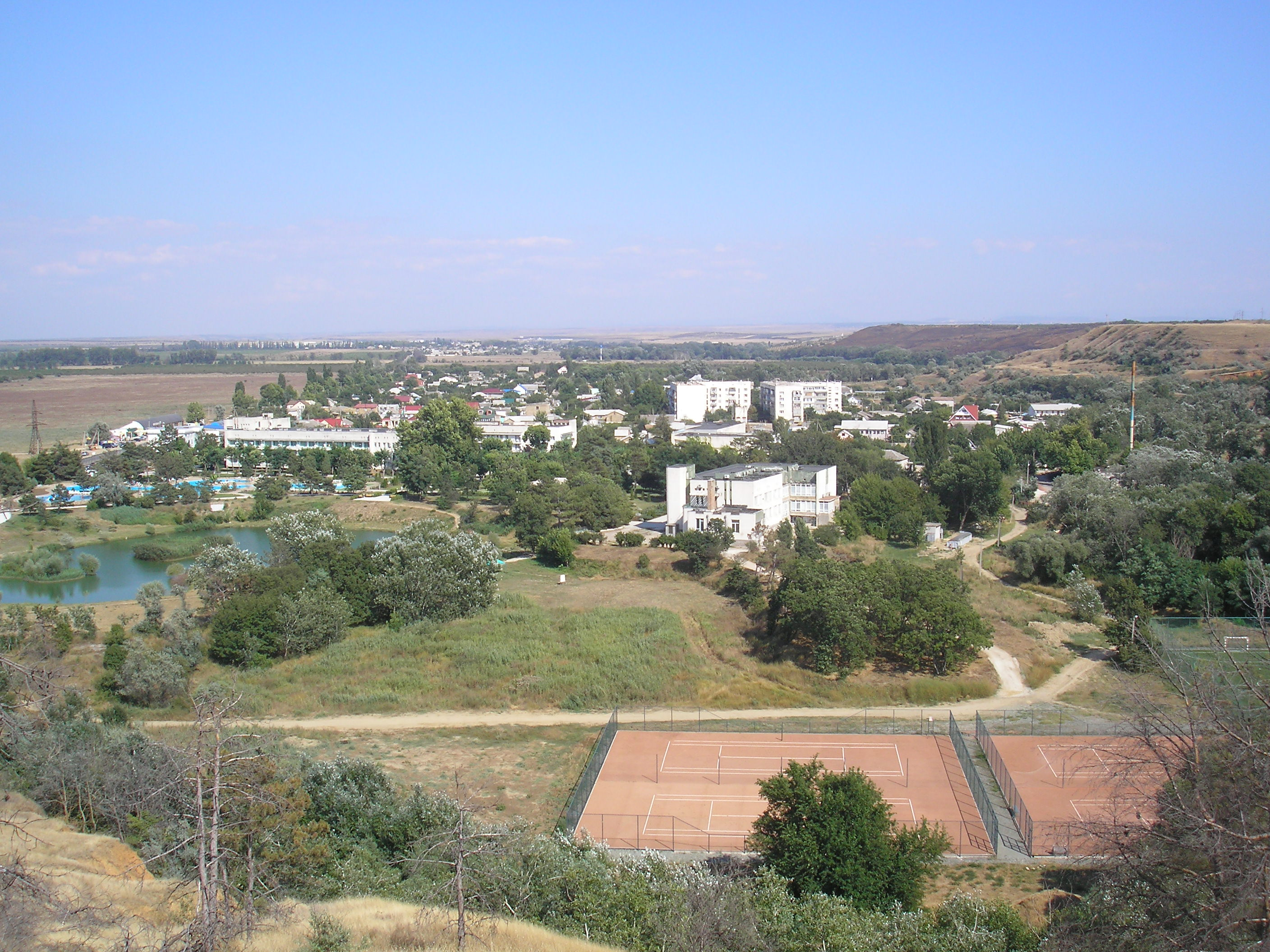
Уздовж річки Альма 8 серпня 2011 року
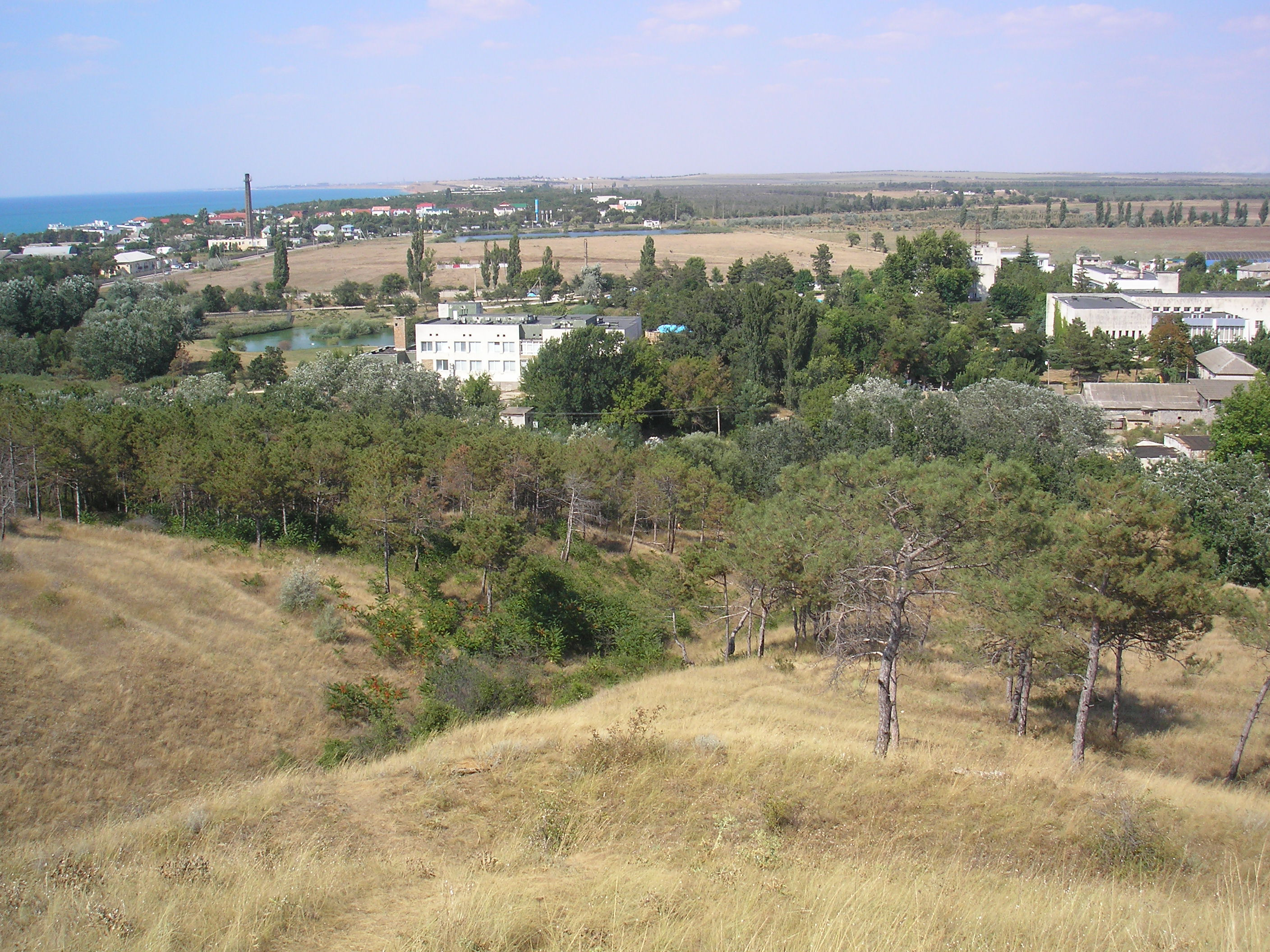
Санаторій «Чорноморець» 8 серпня 2011 року

Піщане залишалося глухим селом в дальньому кутку району, «пляжем» Алмінської долини, з кількома будиночками бази відпочинку Чорноморського флоту, до прокладки асфальтованої дороги до Новопавловки і шосе Севастополь — Євпаторія наприкінці 1960-х років. З цього часу село почало рости як курорт. На 1968 рік село входило до складу Вілінської сільради.
У 2023 році у проєкті Постанови Верховної Ради України «Про перейменування деяких населених пунктів Автономної Республіки Крим» село запропоновано перейменувати на Алма-Тамак.

## Курорт
У 1956 році біля самого гирла Алми був побудований районний міжколгоспний будинок відпочинку , з нього і почалася історія курорту Піщане. 1964 року за клопотанням Головнокомандувача ВМФ було виділено земельну ділянку для організації військового пансіонату «Піщане», але основне будівництво розгорнулося в 1970-і роки, коли село зв'язали асфальтовими шосе з усіма центрами південно-західного Криму. Дотепер курорт складається з більш ніж 20 санаторіїв, пансіонатів і безлічі дрібних готелів і пансіонів, що протягнулися на 4 кілометри уздовж берега моря.